# 아프리카들개속
아프리카들개속 또는 리카온속(Lycaon)은 개과에 속하는 속 중 하나로, 현재의 아프리카들개로 불리는 리카온 피투스와 현재는 멸종한 리카온 세코웨이 두 종이 있다.

## 하위 종
- 아프리카들개 (Lycaon pictus) (Temminck, 1820)
- † 리카온 세코웨이 (Lycaon sekowei) Hartstone-Rose et al., 2010